# Volta a Turíngia feminino
A Volta a Turíngia feminino (oficialmente: Internationale Lotto Thüringen Ladies Tour) é uma carreira ciclista feminina por etapas que se disputa anualmente pela região de Turíngia na Alemanha. É a versão feminina da carreira do mesmo nome.
A carreira foi criada no ano 1986 como prova amador e em 2004 ascendeu ao profissionalismo sob a categoria 2.9.1 (máxima categoria do profissionalismo para carreiras por etapas femininas) categoria esta que foi renomeada em 2005 a 2.1 e na qual se manteve até data.

## Palmarés
| Ano                              | Vencedor               | Segundo            | Terceiro           |           |
| -------------------------------- | ---------------------- | ------------------ | ------------------ | --------- |
| 1986                             | Hana Chmelarová        | Ildiko Paczova     | Jana Schur         |           |
| 1987                             | Petra Rossner          | Tea Vikstedt-Nyman | Hana Chmelarová    |           |
| 1988                             | Tea Vikstedt-Nyman     | Petra Rossner      | Monique de Bruin   |           |
| 1989                             | Vanessa Van Dijk       | Eva Orvošová       | Angela Kindling    |           |
| 1990-1991 edições não disputadas |                        |                    |                    |           |
| 1992                             | Alena Barillová        | Lenka Ilavská      | Marion Borst       |           |
| 1993                             | Lenka Ilavská          | Alena Barillová    | Claudia Lehmann    |           |
| 1994                             | Alison Dunlap          | Jeanne Golay       | Susanne Ljungskog  |           |
| 1995                             | Laura Charameda        | Elena Ogui         | Sandra Schumacher  |           |
| 1996                             | Ina-Yoko Teutenberg    | Vera Hohlfeld      | Laura Charameda    |           |
| 1997                             | Alessandra Cappellotto | Barbara Heeb       | Monica Valvik      |           |
| 1998                             | Edita Pučinskaitė      | Susanne Ljungskog  | Hanka Kupfernagel  |           |
| 1999                             | Hanka Kupfernagel      | Diana Žiliūtė      | Rasa Polikevičiūtė |           |
| 2000                             | Valentyna Karpenko     | Juanita Feldhahn   | Solrun Flatås      |           |
| 2001                             | Mirjam Melchers        | Judith Arndt       | Trixi Worrack      |           |
| 2002                             | Zulfiya Zabirova       | Jenny Bengtsson    | Mirjam Melchers    |           |
| 2003                             | Walentina Polchanowa   | Susanne Ljungskog  | Sara Carrigan      |           |
| 2004                             | Zulfiya Zabirova       | Judith Arndt       | Mirjam Melchers    |           |
| 2005                             | Theresa Senff          | Susanne Ljungskog  | Judith Arndt       |           |
| 2006                             | Nicole Cooke           | Amber Neben        | Trixi Worrack      |           |
| 2007                             | Judith Arndt           | Amber Neben        | Noemi Cantele      |           |
| 2008                             | Judith Arndt           | Trixi Worrack      | Grete Treier       |           |
| 2009                             | Linda Villumsen        | Marianne Vos       | Susanne Ljungskog  |           |
| 2010                             | Olga Zabelinskaya      | Edita Pučinskaitė  | Noemi Cantele      |           |
| 2011                             | Emma Johansson         | Amber Neben        | Shara Gillow       |           |
| 2012                             | Judith Arndt           | Trixi Worrack      | Emma Johansson     |           |
| 2013                             | Emma Johansson         | Shara Gillow       | Lisa Brennauer     |           |
| 2014                             | Evelyn Stevens         | Lizzie Armitstead  | Lisa Brennauer     |           |
| 2015                             | Emma Johansson         | Karol-Ann Canuel   | Lauren Stephens    |           |
| 2016                             | Elena Cecchini         | Amanda Spratt      | Ellen van Dijk     |           |
| 2017                             | Lisa Brennauer         | Ellen van Dijk     | Hayley Simmonds    |           |
| 2018                             | Lisa Brennauer         | Ellen van Dijk     | Lucinda Brand      |           |
| 2019                             | Kathrin Hammes         | Pernille Mathiesen | Lourdes Oyarbide   |           |
| 2020                             | cancelado              | cancelado          | cancelado          | cancelado |
| 2021                             | Lucinda Brand          | Lotte Kopecky      | Emma Norsgaard     |           |
| 2022                             | Alexandra Manly        | Marta Lach         | Femke Gerritse     |           |
| 2023                             | Lotte Kopecky          | Lorena Wiebes      | Mischa Bredewold   |           |
| 2024                             | Ruth Winder            | Mischa Bredewold   | Brodie Chapman     |           |
| 2025                             | cancelado              | cancelado          | cancelado          | cancelado |

## Palmarés por países
| País                        | Vitórias |
| --------------------------- | -------- |
| Alemanha+ Alemanha Oriental | 10       |
| Rússia                      | 4        |
| Estados Unidos              | 3        |
| Suécia                      | 3        |
| Eslováquia                  | 2        |
| Países Baixos               | 2        |
| Itália                      | 2        |
| Tchecoslováquia             | 1        |
| Finlândia                   | 1        |
| Ucrânia                     | 1        |
| Lituânia                    | 1        |
| Reino Unido                 | 1        |
| Dinamarca                   | 1        |